# Acer truncatum
Acer truncatum — вид квіткових рослин із роду клен (Acer).

## Морфологічна характеристика

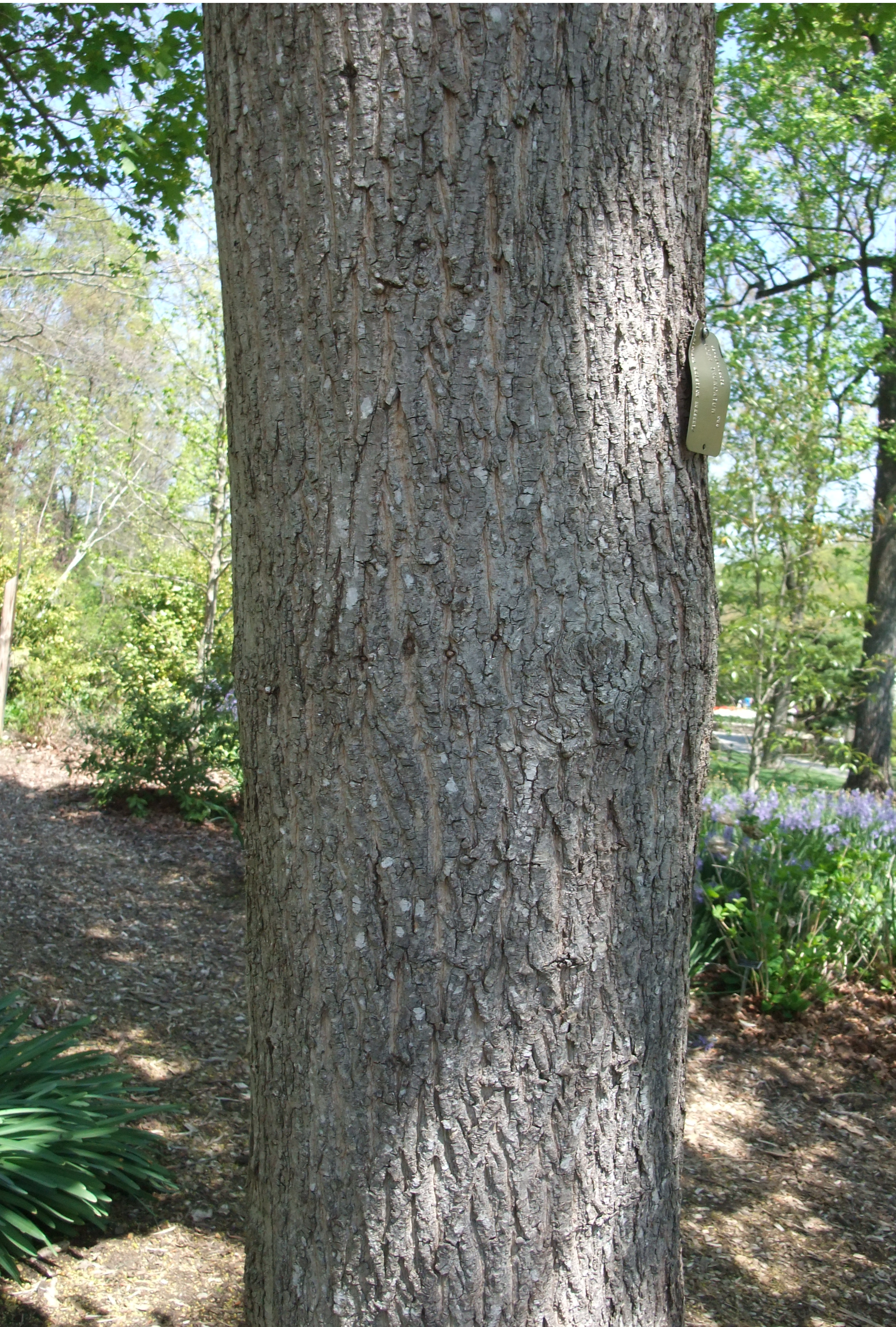
Стовбур

Це однодомне дерево 5–10 метрів заввишки. Кора сірувато-коричнева чи темно-коричнева. Гілочки тонкі, голі. Листки опадні: листкові ніжки пурпуруваті, 3–9 см завдовжки, голі, у молодості біля основи рідко запушені; листова пластинка знизу блідо-зелена й гола але рідко з пучками волосків у пазухах жилок у молодому віці, зверху темно-зелена й гола, 8–12 × 5–10 см, зазвичай 5-лопатева, рідко 7-лопатеві; частки трикутно-яйцеподібні або трикутно-ланцетні, край цільний, верхівка загострена або хвостато-загострена. Суцвіття випростане, щиткоподібне. Чашолистків 5, довгастих, 4–5 мм, верхівка тупа. Пелюсток 5, видовжено-оберненояйцеподібні, 5–7 мм. Тичинок 8. Горішки плоскі, товсті, 13–18 × 10–12 мм, голі; крило зеленувато-біле, зазвичай ≈ довжиною горішка, рідко довше, паралельне з обох боків, крила розставлені під тупим або прямим кутом. Період цвітіння: квітень; період плодоношення: серпень. 2n = 26.

## Поширення й екологія
Ареал: Китай (Цзілінь, Неймонгол, Ляонін, Цзянсу, Шаньсі, Шаньдун, Шеньсі, Хебей, Ганьсу, Хенань), Північна й Південна Корея. Вид зростає на висотах від 400 до 1000 метрів. Acer truncatum — підліскове дерево лісів помірного поясу.

## Використання
Acer truncatum доступний у садівництві з різними сортами. У Китаї його використовують як вуличне дерево. З лікувальною метою використовують коріння і листя.